# Lasianthaea rosei
Lasianthaea rosei là một loài thực vật có hoa trong họ Cúc. Loài này được (Greenm.) McVaugh mô tả khoa học đầu tiên năm 1984.